# Lago Bowman
El Lago Bowman es un lago de Estados Unidos , en el estado de Montana.

## Geografía
El lago Bowman se encuentra en el noroeste del Parque nacional de los Glaciares. Es un lago poco visitado porque está muy alejado de las zonas turísticas habituales. Con sus 9,1 km², se trata del tercer lago en superficie del parque después del Lago McDonald y del Lago St. Mary.Tiene una longitud de 11,25 kilómetros y una anchura máxima de 800 metros.
Un campamento está situado cerca del lago , donde los usuarios pueden disfrutar de una estancia tranquila y un almuerzo o pícnic en el lago, y hay varias rutas de senderismo en la zona .En el lago, es posible pescar e ir en kayak o canoa , aunque no están permitidas las embarcaciones de más de 10 caballos de fuerza (7 kW) .
Al lago se accede a través de un camino sin pavimentar de 10 kilómetros , que parte de la pequeña ciudad de Polebridge.